# Chennaiyin Football Club 2023-2024
Questa voce raccoglie le informazioni riguardanti il Chennaiyin nelle competizioni ufficiali della stagione 2023-2024.

## Maglie e sponsor
| Casa | Trasferta | Terza |

## Organico

### Rosa
| N. |                        | Ruolo | Calciatore                |
| -- | ---------------------- | ----- | ------------------------- |
| 1  | India (bandiera)       | P     | Samik Mitra               |
| 3  | Inghilterra (bandiera) | D     | Ryan Edwards              |
| 4  | Serbia (bandiera)      | D     | Lazar Ćirković            |
| 5  | Italia (bandiera)      | C     | Cristian Battocchio       |
| 6  | India (bandiera)       | D     | Ankit Mukherjee           |
| 7  | India (bandiera)       | C     | Ninthoinganba Meetei      |
| 8  | India (bandiera)       | C     | Mohammed Rafique          |
| 10 | Scozia (bandiera)      | A     | Connor Shields            |
| 11 | India (bandiera)       | A     | Rahim Ali                 |
| 13 | India (bandiera)       | D     | Ajith Kumar               |
| 14 | India (bandiera)       | C     | Alexander Romario Jesuraj |
| 16 | India (bandiera)       | D     | Sarthak Golui             |
| 17 | Australia (bandiera)   | A     | Jordan Murray             |
| 18 | India (bandiera)       | C     | Sourav Das                |
| 22 | India (bandiera)       | D     | Sachu Siby                |

| N. |                    | Ruolo | Calciatore          |
| -- | ------------------ | ----- | ------------------- |
| 24 | India (bandiera)   | P     | Debjit Majumder     |
| 27 | India (bandiera)   | D     | Aakash Sangwan      |
| 29 | India (bandiera)   | A     | Irfan Yadwad        |
| 30 | India (bandiera)   | C     | Ayush Adhikari      |
| 31 | India (bandiera)   | D     | Bijay Chhetri       |
| 32 | India (bandiera)   | C     | Mobashir Rahman     |
| 33 | India (bandiera)   | D     | Bikash Yumnam       |
| 37 | India (bandiera)   | C     | Jiteshwor Singh     |
| 40 | India (bandiera)   | P     | Mohanraj K          |
| 41 | India (bandiera)   | D     | Preyarhanjan RS     |
| 44 | India (bandiera)   | C     | Nesta JB Colin      |
| 47 | India (bandiera)   | A     | Vincy Barretto      |
| 50 | Brasile (bandiera) | C     | Rafael Crivellaro   |
| 51 | India (bandiera)   | P     | Prateek Kumar Singh |
| 71 | India (bandiera)   | A     | Farukh Choudhary    |

### Altri giocatori
| N. |                  | Ruolo | Calciatore      |
| -- | ---------------- | ----- | --------------- |
|    | India (bandiera) | P     | Lovepreet Singh |
|    | India (bandiera) | D     | Gulab Rauth     |
|    | India (bandiera) | D     | Abdul Hannan    |
|    | India (bandiera) | D     | Lijo Francis    |

| N. |                  | Ruolo | Calciatore          |
| -- | ---------------- | ----- | ------------------- |
|    | India (bandiera) | D     | Aqib Nawab          |
|    | India (bandiera) | A     | Senthamil Senbagam  |
|    | India (bandiera) | A     | Thanglalsoun Gangte |
|    | India (bandiera) | A     | Mohamed Liyaakath   |

### Staff tecnico
- Owen Coyle - Allenatore
- Sandy Stewart - Vice allenatore
- Raman Vijayan - Vice allenatore

## Calciomercato
| Acquisti | Acquisti                  | Acquisti         | Acquisti      |
| R.       | Nome                      | da               | Modalità      |
| -------- | ------------------------- | ---------------- | ------------- |
| P        | Lovepreet Singh           | Kenkre           | Fine prestito |
| P        | Prateek Kumar Singh       | Real Kashmir     | Definitivo    |
| P        | Samik Mitra               |                  |               |
| P        | Debjit Majumder           |                  |               |
| P        | Mohanraj K                | Chennaiyin B     | Definitivo    |
| D        | Abdul Hannan              | Indian Arrows    | Definitivo    |
| D        | Lijo Francis              |                  |               |
| D        | Ankit Mukherjee           |                  | Svincolato    |
| D        | Sachu Siby                | Kerala United    | Definitivo    |
| D        | Reagan Singh              | Hyderabad        | Fine prestito |
| D        | Ajith Kumar               |                  |               |
| D        | Bikash Yumnam             |                  |               |
| D        | Aakash Sangwan            |                  |               |
| D        | Gulab Rauth               |                  |               |
| D        | Aqib Nawab                |                  |               |
| D        | Sarthak Golui             | East Bengal      | Prestito      |
| D        | Ryan Edwards              |                  | Svincolato    |
| D        | Lazar Ćirković            |                  | Svincolato    |
| D        | Preyarhanjan RS           | Chennaiyin B     | Definitivo    |
| D        | Bijay Chhetri             | Sreenidi Deccan  | Definitivo    |
| C        | Sweden Fernandes          | Hyderabad        | Definitivo    |
| C        | Rafael Crivellaro         |                  | Svincolato    |
| C        | Ayush Adhikari            |                  | Svincolato    |
| C        | Jiteshwor Singh           |                  |               |
| C        | Mohammed Rafique          |                  |               |
| C        | Ninthoinganba Meetei      |                  |               |
| C        | Alexander Romario Jesuraj |                  |               |
| C        | Sourav Das                |                  |               |
| C        | Sajal Bag                 |                  |               |
| C        | Cristian Battocchio       |                  | Svincolato    |
| C        | Nesta JB Colin            | Chennaiyin B     | Definitivo    |
| A        | Irfan Yadwad              | Bengaluru United | Definitivo    |
| A        | Farukh Choudhary          |                  | Svincolato    |
| A        | Jordan Murray             |                  | Svincolato    |
| A        | Connor Shields            | Motherwell       | Definitivo    |
| A        | Vincy Barretto            |                  |               |
| A        | Rahim Ali                 |                  |               |
| A        | Senthamil Senbagam        |                  |               |
| A        | Mohamed Liyaakath         |                  |               |
| A        | Thanglalsoun Gangte       | Sudeva Delhi     | Definitivo    |

| Cessioni | Cessioni                 | Cessioni        | Cessioni      |
| R.       | Nome                     | a               | Modalità      |
| -------- | ------------------------ | --------------- | ------------- |
| P        | Devansh Dabas            | Gokulam Kerala  | Prestito      |
| D        | Vafa Hakhamaneshi        |                 | Svincolato    |
| D        | Fallou Diagne            |                 | Svincolato    |
| D        | Monotosh Chakladar       |                 | Svincolato    |
| D        | Reagan Singh             |                 | Svincolato    |
| D        | Gurmukh Singh            |                 | Svincolato    |
| D        | Mohammad Sajid Dhot      | Sreenidi Deccan | Definitivo    |
| D        | Narayan Das              | FC Goa          | Definitivo    |
| C        | Givson Singh             | Kerala Blasters | Fine prestito |
| C        | Edwin Sydney Vanspaul    | East Bengal     | Definitivo    |
| C        | Abdenasser El Khayati    |                 | Svincolato    |
| C        | Julius Düker             |                 | Svincolato    |
| C        | Jockson Dhas             |                 | Svincolato    |
| C        | Anirudh Thapa            | Mohun Bagan SG  | Definitivo    |
| C        | Prasanth Karuthadathkuni |                 | Svincolato    |
| C        | Sweden Fernandes         | Punjab FC       | Prestito      |
| C        | Chris Anthoy White       | Kidderpore      | Definitivo    |
| C        | Sajal Bag                | NEROCA          | Definitivo    |
| A        | Kwame Karikari           | Police Tero     | Definitivo    |
| A        | Petar Slišković          |                 | Svincolato    |

### Mercato invernale
| Acquisti | Acquisti        | Acquisti    | Acquisti |
| R.       | Nome            | da          | Modalità |
| -------- | --------------- | ----------- | -------- |
| C        | Mobashir Rahman | East Bengal | Prestito |

| Cessioni | Cessioni        | Cessioni         | Cessioni   |
| R.       | Nome            | a                | Modalità   |
| -------- | --------------- | ---------------- | ---------- |
| P        | Lovepreet Singh | Bengaluru United | Definitivo |
| D        | Ajith Kumar     |                  | Svincolato |
| D        | Bijay Chhetri   | Colón            | Prestito   |
| C        | Sourav Das      |                  | Svincolato |

## Risultati

### Indian Super League
| Bhubaneswar 23 settembre 2023, ore 14:00 UTC+5:30 1ª giornata                  | Odisha    | 2 – 0 referto | Chennaiyin | Kalinga Stadium |
| \| \| \| \| \| Jerry Mawihmingthanga 44’ Diego Maurício 63’ \| Marcatori \| \| |           |               |            |                 |
|                                                                                |           |               |            |                 |
| Jerry Mawihmingthanga 44’ Diego Maurício 63’                                   | Marcatori |               |            |                 |

| Arbitro: | Kumar Gupta R. |

|                                                           |           |  |
| Pragyan Gogoi 43’ Phalguni Singh 48’ Asheer Akhtar 90+10’ | Marcatori |  |

| Arbitro: | Kumar A. |

|                       |           |                                                            |
| Rafael Crivellaro 55’ | Marcatori | 22’ Dimitri Petratos 45+3’ Jason Cummings 57’ Manvir Singh |

| Hyderabad 23 ottobre 2023, ore 16:30 UTC+5:30 4ª giornata | Hyderabad | 0 – 1 referto     | Chennaiyin | GMC Balayogi Stadium |
| \| \| \| \| \| \| Marcatori \| 7’ Connor Shields \|       |           |                   |            |                      |
|                                                           |           |                   |            |                      |
|                                                           | Marcatori | 7’ Connor Shields |            |                      |

| Arbitro: | Mondal P. |

|                                                                                            |           |                       |
| Ryan Edwards 24’ Connor Shields 27’, 56’ Rafael Crivellaro 45+1’ (Rig.) Vincy Barretto 84’ | Marcatori | 86’ Krishananda Singh |

| Chennai 5 novembre 2023, ore 15:30 UTC+5:30 6ª giornata                                        | Chennaiyin | 0 – 3 referto                                                | FC Goa | Marina Arena |
| \| \| \| \| \| \| Marcatori \| 13’ Boris Singh Thangjam 24’ Rowllin Borges 72’ Udanta Singh \| |            |                                                              |        |              |
|                                                                                                |            |                                                              |        |              |
|                                                                                                | Marcatori  | 13’ Boris Singh Thangjam 24’ Rowllin Borges 72’ Udanta Singh |        |              |

| Arbitro: | Crystal J. |

|                          |           |                           |
| Ninthoinganba Meetei 86’ | Marcatori | 29’ (A.g.) Ayush Adhikari |

| Arbitro: | Purkayastha A. |

|                                                       |           |                                            |
| Dīmītrīs Diamantakos 11’ (Rig.), 59’ Kwame Peprah 38’ | Marcatori | 1’ Rahim Ali 13’ (Rig.), 24’ Jordan Murray |

| Arbitro: | Nagvenkar T. |

|                                      |           |                                              |
| PC Laldinpuia 45+4’ Daniel Chima 90’ | Marcatori | 9’ Farukh Choudhary 40’ Ninthoinganba Meetei |

| Arbitro: | Kumar A. |

|                                                      |           |  |
| Rafael Crivellaro 6’ (Rig.) Jordan Murray 50’ (Rig.) | Marcatori |  |

| Arbitro: | Purkayastha A. |

|                 |           |  |
| Madih Talal 56’ | Marcatori |  |

| Arbitro: | Mondal P. |

|                                                                             |           |  |
| Lallianzuala Chhangte 52’ Vikram Partap Singh 80’ (Rig.) Gurkirat Singh 90’ | Marcatori |  |

| Arbitro: | Kumar A. |

|                    |           |  |
| Aakash Sangwan 60’ | Marcatori |  |

| Arbitro: | Kumar Gupta R. |

|  |           |                        |
|  | Marcatori | 71’, 90+1’ Bipin Singh |

| Arbitro: | John C. |

|                        |           |  |
| Ryan Dale Williams 62’ | Marcatori |  |

| Arbitro: | Purkayastha A. |

|                        |           |  |
| Nandha Kumar Sekar 65’ | Marcatori |  |

| Arbitro: | John C. |

|                                        |           |                 |
| Ankit Mukherjee 6’ Jordan Murray 90+4’ | Marcatori | 78’ Roy Krishna |

| Arbitro: | Mondal P. |

|  |           |                          |
|  | Marcatori | 89’ Sajad Hussain Parray |

| Arbitro: | Kumar Gupta R. |

|                                              |           |                                                       |
| Joni Kauko 29’ Dimitri Petratos 90+2’ (Rig.) | Marcatori | 72’ Jordan Murray 80’ Ryan Edwards 90+7’ Irfan Yadwad |

| Arbitro: | Nagvenkar T. |

|                                     |           |                   |
| Rafael Crivellaro 53’ Rahim Ali 60’ | Marcatori | 22’ Rei Tachikawa |

| Arbitro: | Banerjee P. |

|                                          |           |               |
| Aakash Sangwan 72’ Ankit Mukherjee 90+1’ | Marcatori | 49’ Jithin MS |

| Margao 14 aprile 2024, ore 16:00 UTC+5:30 22ª giornata                                                                    | FC Goa    | 4 – 1 referto | Chennaiyin | Fatorda Stadium |
| \| \| \| \| \| Borja Herrera 33’ Carlos Martínez 38’ (Rig.), 72’ Brandon Fernandes 45+3’ \| Marcatori \| 13’ Rahim Ali \| |           |               |            |                 |
| |           |               |            |                 |
| Borja Herrera 33’ Carlos Martínez 38’ (Rig.), 72’ Brandon Fernandes 45+3’                                                 | Marcatori | 13’ Rahim Ali |            |                 |

#### Andamento in campionato
| Giornata  | 1  | 2  | 3  | 4  | 5 | 6 | 7 | 8 | 9 | 10 | 11 | 12 | 13 | 14 | 15 | 16 | 17 | 18 | 19 | 20 | 21 | 22 |
| --------- | -- | -- | -- | -- | - | - | - | - | - | -- | -- | -- | -- | -- | -- | -- | -- | -- | -- | -- | -- | -- |
| Luogo     | T  | T  | C  | T  | C | C | C | T | T | C  | T  | T  | C  | C  | T  | T  | C  | C  | T  | C  | C  | T  |
| Risultato | P  | P  | P  | V  | V | P | N | N | N | V  | P  | P  | V  | P  | P  | P  | V  | P  | V  | V  | V  | P  |
| Posizione | 12 | 12 | 12 | 10 | 7 | 7 | 7 | 8 | 8 | 6  | 7  | 8  | 6  | 8  | 8  | 9  | 9  | 10 | 8  | 6  | 6  | 6  |

Legenda:

Luogo: C = Casa; T = Trasferta. Risultato: V = Vittoria; N = Pareggio; P = Sconfitta.

#### Qualificazione
| Arbitro: | Crystal J. |

|                                        |           |                      |
| Noah Sadaoui 36’ Brandon Fernandes 45’ | Marcatori | 45+4’ Lazar Ćirković |

### Super Cup
| Bhubaneswar 10 gennaio 2024, ore 15:00 UTC+5:30 1ª giornata              | Chennaiyin | 1 – 1 referto        | Punjab FC | Kalinga Stadium (100 spett.) |
| \| \| \| \| \| Jordan Murray 81’ \| Marcatori \| 4’ Wilmar Jordán Gil \| |            |                      |           |                              |
|                                                                          |            |                      |           |                              |
| Jordan Murray 81’                                                        | Marcatori  | 4’ Wilmar Jordán Gil |           |                              |

| Bhubaneswar 16 gennaio 2024, ore 09:30 UTC+5:30 2ª giornata           | Chennaiyin | 2 – 0 referto | Gokulam Kerala | Kalinga Stadium (100 spett.) |
| \| \| \| \| \| Connor Shields 25’ Irfan Yadwad 64’ \| Marcatori \| \| |            |               |                |                              |
|                                                                       |            |               |                |                              |
| Connor Shields 25’ Irfan Yadwad 64’                                   | Marcatori  |               |                |                              |

| Bhubaneswar 21 gennaio 2024, ore 15:00 UTC+5:30 3ª giornata | Mumbai City | 1 – 0 referto | Chennaiyin | Kalinga Stadium |
| \| \| \| \| \| Valpuia 24’ \| Marcatori \| \|               |             |               |            |                 |
|                                                             |             |               |            |                 |
| Valpuia 24’                                                 | Marcatori   |               |            |                 |

#### Andamento nel girone
| Giornata  | 1 | 2 | 3 |  |
| --------- | - | - | - |  |
| Luogo     | C | C | T |  |
| Risultato | N | V | P |  |
| Posizione | 2 | 2 | 2 |  |

Legenda:

Luogo: C = Casa; T = Trasferta. Risultato: V = Vittoria; N = Pareggio; P = Sconfitta.

### Durand Cup

#### Fase a gironi
| Guwahati 14 agosto 2023, ore 11:30 UTC+5:30 1ª giornata                                    | Chennaiyin | 3 – 0 referto | Nepal Army | Stadio atletico Indira Gandhi |
| \| \| \| \| \| Farukh Choudhary 22’ Rahim Ali 39’ Rafael Crivellaro 84’ \| Marcatori \| \| |            |               |            |                               |
|                                                                                            |            |               |            |                               |
| Farukh Choudhary 22’ Rahim Ali 39’ Rafael Crivellaro 84’                                   | Marcatori  |               |            |                               |

| Arbitro: | Crystal John |

|                              |           |                                                          |
| Chinglensana Singh 4’ (Rig.) | Marcatori | 6’ (A.g.) Alex Saji 15’ Connor Shields 46’ Jordan Murray |

| Guwahati 18 agosto 2023, ore 11:30 UTC+5:30 3ª giornata                                     | Delhi     | 1 – 2 referto                            | Chennaiyin | Stadio atletico Indira Gandhi |
| \| \| \| \| \| Pape Gassama 54’ \| Marcatori \| 38’ Rafael Crivellaro 51’ Vincy Barretto \| |           |                                          |            |                               |
|                                                                                             |           |                                          |            |                               |
| Pape Gassama 54’                                                                            | Marcatori | 38’ Rafael Crivellaro 51’ Vincy Barretto |            |                               |

#### Andamento nel girone
| Giornata  | 1 | 2 | 3 |  |
| --------- | - | - | - |  |
| Luogo     | C | T | T |  |
| Risultato | V | V | V |  |
| Posizione | 1 | 1 | 1 |  |

Legenda:

Luogo: C = Casa; T = Trasferta. Risultato: V = Vittoria; N = Pareggio; P = Sconfitta.

#### Quarti di finale
| Guwahati 26 agosto 2023, ore 14:30 UTC+5:30                                            | FC Goa    | – referto        | Chennaiyin | Stadio atletico Indira Gandhi |
| \| \| \| \| \| Carl McHugh 30’ Carlos Martínez 37’ \| Marcatori \| 4’ Bikash Yumnam \| |           |                  |            |                               |
|                                                                                        |           |                  |            |                               |
| Carl McHugh 30’ Carlos Martínez 37’                                                    | Marcatori | 4’ Bikash Yumnam |            |                               |